# Tony Almeida
Tony Almeida es un personaje de ficción interpretado por Carlos Bernard en la serie de televisión 24. Almeida es el personaje (aparte del protagonista Jack Bauer) que ha aparecido en más episodios de la serie, concretamente en 95 ocasiones. En las 5 primeras temporadas. Es considerado uno de los personajes más importantes y queridos de la serie. 
A excepción de un solo episodio, Tony Almeida, además de David Palmer y Jack Bauer, apareció en todos los capítulos en las primeras tres temporadas.
Es un gran amigo de Jack Bauer, que le ayuda a escaparse en la temporada 4 de la serie. Sufre un atentado al inicio del día 5 en el que fallece su mujer Michelle Dessler. Al intentar vengarla, parece asesinado en la CTU por Christopher Henderson, aunque según se confirma más adelante no murió. Se revela en la séptima temporada de la serie en la que adquiere el rol de villano.

## Temporadas

### 1
En la primera temporada Tony aparece casi como enemigo de Jack Bauer, el protagonista de la serie. Es probable que tal enemistad se haya dado por Nina Myers. Una colega de ambos, antigua novia de Jack con la que aún tenía amistad, y que actualmente mantenía una relación con Almeida. Al descubrirse que Nina era en realidad una espía en la CTU, tanto Jack como Tony sienten la traición por la misma mujer. 

### 2
En el transcurso de esta temporada, Tony es asignado director de la CTU, luego restituido del cargo y más tarde vuelto a asignar al final del día por Ryan Chapelle.
Un ámbito importante de la temporada, sin duda alguna, es el apego notorio que comienza a notarse entre Tony y Michelle Dessler. Partiendo con la tomada de iniciativa de ella al invitarlo a salir, luego el beso y la tomada de mano, para terminar con un entre risas y miradas de "hasta mañana".
Además podemos ver sin duda alguna la mejor relación entre Jack y Tony, y como ambos a pesar de tener diferencias se apoyan.

### 3
Tres años han transcurrido desde los eventos de la temporada anterior. En esta temporada Tony es director de la CTU Los Ángeles y está casado con Michelle.
Tony es herido de bala en el cuello. Decide hacer algo "malo" (al menos a los ojos de los de División) al permitir que Stephen Saunders escape cuando estaba a punto de ser atrapado por la CTU, con tal de liberar a Michelle, quien había sido tomada de rehén por el terrorista. Por esto, al final de la temporada es llevado detenido y acusado de "Alta Traición".

### 3 y 4
En algún momento en el año y medio que siguió, Tony recibe el indulto de David Palmer. Sin embargo ya nadie lo contratará, y termina entregándose al alcoholismo y separándose de Michelle.

### 4
En la cuarta temporada, cuando Jack es acorralado por los terroristas, llama a Tony, quien va a salvarlo a él y a su novia Audrey Raines. Ahí se explica su divorcio de Michelle. Jack logra convencer a Tony para ayudarlo en las calles y después para acompañarlo a la CTU donde necesitaba su ayuda. Más tarde, al llegar Michelle como Directora ocurre cierta tensión, pero no dura mucho tiempo. 
Al concluir el día, Tony y Michelle deciden dar a su matrimonio una segunda oportunidad y dejar la CTU. Tony es secuestrado, pero afortunadamente todo sale bien. En el último capítulo de la temporada, ambos, con la ayuda de David Palmer y Chloe O'Brian ayudan a Jack fingir su muerte.

### 5
En la quinta temporada, Tony y Michelle tienen una nueva vida lejos de CTU. Pero, al enterarse de la muerte de David Palmer, Michelle decide ir a ayudar. Tony se rehúsa, pero luego decide acompañarla. Aún no le había dicho nada cuando una bomba explota en su coche, con Michelle en su interior. Tony va apresuradamente y encuentra el cuerpo sin vida de su esposa. Una segunda bomba explota y son lanzados al aire. 
Estos atentados habían ocurrido para confundir a la CTU, haciéndoles creer que era Jack el asesino, ya que ellos eran los únicos en saber que estaba vivo. 
Horas después, Tony recupera conciencia y al encontrarse junto al culpable de la muerte de Michelle, Christopher Henderson, en el edificio, decide vengar su muerte. Sin embargo en el último momento duda si hacerlo, y Henderson, quien se recupera de su estado comatoso, le arrebata la inyección y se la pone a Tony directo al corazón para luego escapar.
Jack llega apenas un minuto después, pero se encuentra a un Tony que solo murmura sus últimas palabras: "Ella se fue, Jack...". Jack abraza a Tony y lo ve morir en sus brazos.

### 7
Tony Almeida regresa en la 7ª temporada, aparentemente como villano cuando el FBI revela que Tony y un grupo han estado tras robos de equipamiento tecnológico de la más alta categoría durante los últimos meses. Tony se revela a Jack como el operador detrás de la amenaza al dispositivo CIP que coordina el flujo de información de las redes de Estados Unidos, y es capturado por Jack Bauer.
Sin embargo, Tony facilita a Jack una antigua palabra clave de CTU que permite a Jack contactar a su viejo colega Bill Buchanan. Tras guiar a Jack en su rescate de Tony, Bill explica que Tony contactó a Bill para que le ayude a develar la gran conspiración en el Gobierno de los Estados Unidos. Tony explica que estuvo muerto por unos diez minutos, pero fue revivido por una droga experimental no autorizada e integrado por David Emerson a un grupo de comandos resentidos contra Estados Unidos. Fue ahí cuando Tony se enteró de la amenaza al dispositivo CIP y decidió que era algo demasiado grave, por lo cual contactó a Bill.
Tony ayuda a Jack a rescatar al primer ministro de Sangala y detener la amenaza al dispositivo CIP, pero decide no entregarse al obtener información de uno de sus "contactos" que afirma que pronto habrá un ataque en Washington D. C. Justamente unos minutos después un equipo de comandos dirigido por Benjamin Juma infiltra la Casa Blanca y toma a varios rehenes, entre ellos a Presidenta Allison Taylor.
Cuando la situación finalmente es resuelta, Jack y Tony invaden un complejo de la PMC Starkwood quienes están tratando de introducir una poderosa arma biológica en el país. Tony es capturado por los hombres de Starkwood pero es rescatado por el FBI. A instancias de Jack, Tony infiltra las instalaciones centrales de Starkwood y logra detonar una serie de misiles equipados con el arma biológica justo antes de que sean disparados a distintos blancos cercanos a la capital.
Sin embargo, todo esto resulta ser una trampa de Tony cuando, mientras es llevado al FBI por Larry Moss, se detienen para tratar de recuperar un último contenedor biológico de un operativo de Starkwood. Tony traiciona a Larry y lo asfixia, y luego coordina con el operativo su escape al contar con la inteligencia de Jack Bauer. Jack sospecha de Tony pero es reducido antes de lograr sacarle nada.
Tony trata de orquestar un ataque con el arma biológica pero es detenido nuevamente por Jack y asistido en su escape por Cara Bowden, su amante, y juntos logran tomar a Jack prisionero usando a Kim Bauer como amenaza, para poder extraer parte del arma biológica de la sangre de Jack. Cara coordina una reunión con el máximo responsable de los eventos del día, Alan Wilson, y Tony revela a Jack en privado que este es el evento por el que ha estado trabajando por cuatro años: Alan Wilson fue quien coordinó las amenazas a los Estados Unidos que culminaron en el atentado con coche bomba que hirió a Tony y que mató a Michelle y al hijo no-nato de ambos. Tony planea usar a Jack como hombre-bomba para eliminar a Wilson, pero la reunión es interrumpida por la aparición en escena del FBI. Tony escapa y encuentra a Cara, la elimina y luego confronta a Alan Wilson, pero antes de poder hacer nada más ambos son arrestados por el FBI.
Tony es retirado del lugar por el FBI mientras grita que Jack fue un cobarde que trató de huir de su responsabilidad (referenciando los eventos de 24: Debrief y 24: Redemption), mientras que él se quedó y luchó y trató de hacer "lo que era necesario".
- Datos: Q1775253